# 天の川 (雑誌)
『天の川』（あまのがわ）は、1918年（大正7年）7月に福岡県出身の俳人の吉岡禅寺洞により創刊された俳句雑誌。

## 歴史
1918年創刊。1944年（昭和19年）2月に一時休刊となり、1947年（昭和22年）8月に復刊し、1961年（昭和36年）8月に廃刊となった。初期は1897年（明治30年）に柳原極堂が創刊した『ホトトギス』に倣い、芝不器男や富安風生、横山白虹を育てた。
1935年（昭和10年）頃より無季俳句を掲載するようになり白虹、篠原鳳作、北垣一柿が活躍し、日野草城の『旗艦』、水原秋櫻子の『馬酔木』と並んで新興俳句運動の三本柱となった。
戦後は自由律俳句も取り入れ、一柿や片山花御史が活躍した。